# Marc Hurtado
Marc Hurtado (Rabat, 1962) és un músic, director i guionista francès.

## Biografia
El 1977, va formar amb el seu germà Eric Hurtado el grup francès Étant donnés. El 2003 va treure el seu primer disc Blind Speed amb el segell parisenc Fiat Lux que conté quatre títols d' Étant donnés remesclats per Exotica (àlies Olivier Gauthier, cofundador del segell Fiat lux en 1996, a Carnets Noirs, Acte II, La scène francophone, 2006) i una segona remescla per The Hacker.
Va compondre i gravar aquest mateix any el disc Wide Open acompanyat de la cantant berlinesa Saba Komossa que va actuar en un concert juntament amb Étant donnés i Delkom el 1990. Saba Komossa acaba de ser anunciat per la seva col·laboració amb el projecte Delkom amb Gabi Delgado del grup D.A.F..
L'àlbum va ser llançat l'any 2004 amb el segell de Grenoble Discordian Records. Va ser registrat i mesclat per Franck Österland a Setalite Studio, Berlín el juny de 2004. Es publicarà el 4 de setembre de 2004 a partir del disc de vinil Massive Hot Flesh que conté un títol original i tres remixes proposats per Marc Hurtado, Laurent Chambert del duo Rose et noire i Original Molock Product.
Va produir dos títols amb Marie Möör Sol Ixent dietro una rosa (inèdit).
En 2010 va enregistrar l’àlbum Sniper amb Alan Vega. Els dos artistes es van conèixer l'any 1998 durant el registre de l'àlbum Re Up de Étant donnés ([[Les Disques du Soleil et de l'Acier])], 1999).
Va fundar el grup New Weltumfassende Resistance amb Gabi Delgado (D.A.F.), el grup Hurtacker amb The Hacker (Miss Kittin and The Hacker) i el grup Hidden Treasure, amb Sky Saxon (The Seeds).

### Sol Ixent
L'any 2015, continua treballant en el projecte Sol Ixent. Havia de ser una estructura completament oberta i lliure com a resultat de desenvolupar tota mena de col·laboració i recerca musical i visual.
També va compondre i produir la música de les pel·lícules: Hotel de Jessica Hausner i Memento Mori de Mathieu Dufois, Met, Grenoble de Philippe Grandrieux  i la banda sonora original del llargmetratge La Vie nouvelle l'any 2002, de Philippe Grandrieux, que Marc Hurtado va fundar rn el projecte Sol ixent. En una entrevista a Jean-François Micard per a la revista D-Side i publicada l'any 2004, Marc Hurtado explica com va néixer el projecte musical: durant l'enregistrament de la banda sonora de la pel·lícula La Vie nouvelle, Philippe Grandrieux necessitava cinc temes techno per a escenes de discoteques, vaig gravar aquestes peces amb el nom de Sol Ixent'.
Per distingir aquest treball del fet amb Étant donnés, especifica un enfocament intencionadament més fluid i hedonista per a les sensacions que ofereix la embriaguesa de la dansa, de la llum, de la velocitat, de l'alegria, de l'amor, de l'erotisme.

## Discografia
Hurtado ha col·laborat amb artistes tan diversos com Alan Vega, Michael Gira, Genesis P-Orridge, el trompetista Mark Cunningham o Lydia Lunch el 2016 a l'album My Lover the Killer o Bachir Attar (The Master Musicians of Jajouka).

### Bandes sonores
- La Vie nouvelle de Philippe Grandrieux (2002).[13]

### Discs
- Blind Speed (2003)  Fiat Lux
- Massive Hot Flesh (2004) Discordian/EMI
- Wide Open (2004)  Discordian/EMI

### Remixes
- You Can Watch (Sol Ixent Remix) / Self-Inflicted (àlbum) - Implant, label Alfa Matrix, 2005.
- Miles from Here (Sol Ixent Remix) / Letting Go (àlbum) - Stray, 2012.
- Adranalina (Sol Ixent Remix) / Wide Lights from Hatred Springs (àlbum) - Ushersan & Hiv+, 2012.